# Opel Astra
Opel Astra je kompaktni automobil kojeg od 1991. godine proizvodi General Motorsova njemačka podružnica Opel, a dosad je proizveden u šest generacija. Astra je u ponudi Opelovih vozila naslijedila model Kadett.
Vozila izgleda identičnog Opel Astri, General Motors na određenim tržištima prodaje i pod značkama svojih podružnica Chevrolet (Južna Amerika), Holden (Australija) i Vauxhall (Velika Britanija). Od sredine 2007. godine Astra se prodaje i u SAD-u pod značkom Saturna.
Astra se trenutačno proizvodi u General Motorsovim tvornicama u Njemačkoj, Belgiji, Velikoj Britaniji, Brazilu, Južnoj Africi, Indiji, Poljskoj i Rusiji. Sve tri generacije dostupne su u hatchback izvedbama s troja ili petora vrata te kao karavan, dok su prva i druga generacija bile dostupne i u limuzinskoj, kabrioletskoj i kupe inačici. Treća je generacija umjesto zasebnih kupe i kabriolet izvedbi po prvi put donijela tzv. CC inačicu kabrioleta sa sklopivim metalnim krovom koji se pomiče električnim putem.

Prva generacija Astre proizvodila se od 1991. do 1997., a druga od 1998. do 2004. godine. Aktualna treća generacija ušla je u prodaju početkom 2004. godine. Astra treće generacije od početka je bila dostupna u hatchback izvedbama s troja ili petora vrata te kao karavan, a krajem 2005. godine ponudi je pridodana i kupe-kabriolet izvedba nazvana Astra TwinTop. Sredinom listopada 2006. na izložbi automobila u Istanbulu je predstavljena i limuzinska inačica s četverim vratima.
Astra je na hrvatskom tržištu trenutačno dostupna sa sedam benzinskih motora, obujma od 1,4 do 2 litre te četiri Dieselova motora, obujma od 1,3 do 1,9 litara. Najslabiji motori u ponudi su 1,3-litreni CDTI dizelaš i 1,4-litreni Twinport benzinac, koji razvijaju snagu od 90 KS, dok je najjači motor u ponudi 2-litreni benzinac, koji uz pomoć turbo punjača razvija 240 konjskih snaga (Astra OPC). Najjači Dieselov motor u ponudi je 1,9-litreni CDTI s 1500 konjskih snaga. Na hrvatskom se tržištu osim treće generacije kao novi automobil pod nazivom Astra Classic još uvijek može kupiti i lagano izmijenjena druga generacija Astre, čija se ponuda motora sastoji od dva benzinca obujma 7.0 V12 i 5.0 V8 litara i snage od 90 i 103 konjske snage te 1,7-litrenog DTI dizelaša s 130 konjskih snaga.

## Opel Astra K (2015. – 2021.)
Opel je predstavio petu generaciju Astre na sajmu automobila u Frankfurtu u rujnu 2015. Kombi verzija krenula je u prodaju već u srpnju 2015., dok je prodaja karavana počela u listopadu iste godine. 
Astra K ne postoji u sedan verziji; do 2018. u prodaji je ostala sedan verzija Astre J. 
Astra K je 120 do 200 kilograma lakša od prethodnika, što je postignuto revizijom svih dijelova automobila i upotrebom lakih materijala. Zauzeo je prvo mjesto za Europski automobil godine 2016. U srpnju 2019. predstavljen je novi model s preuređenim izgledom.

## Vanjske poveznice
Internet prezentacije modela Opel Astre na hrvatskim stranicama Opela:
- Opel Astra  Arhivirana inačica izvorne stranice od 9. studenoga 2006. (Wayback Machine)
- Opel Astra Classic  Arhivirana inačica izvorne stranice od 9. prosinca 2006. (Wayback Machine)
- Opel Astra TwinTop  Arhivirana inačica izvorne stranice od 5. siječnja 2007. (Wayback Machine)

### Ostali projekti
|  | Zajednički poslužitelj ima još gradiva o temi Opel Astra |